# Alzina de Sant Mateu
L'Alzina de Sant Mateu és un arbre que es troba al Parc de la Serralada Litoral, el qual és, probablement, l'alzina més alta del susdit parc i, també, una de les més velles. És ubicada a Premià de Dalt a l'esplanada davant de l'Ermita de Sant Mateu. La seva alçària és de més de 15 metres empetiteix l'érmita i l'habitatge dels ermitans.
Té gairebé dos cents anys de vida. Sòlida com una roca, va resistir les ventades de l'any 2009 sense el més mínim percaç, tot i ser al descobert en una alta esplanada i tindre una capçada densa. No es pot dir pas el mateix d'uns pins pinyers també centenaris que tenia a prop, els quals van caure i ara resten tallats a rodanxes, escampats per les planes dels voltants per a servir de seient dels excursionistes.
Una altra alzina del mateix nom es troba a Can Cartayà a Les Gavarres a Quart.